# Mario Sironi

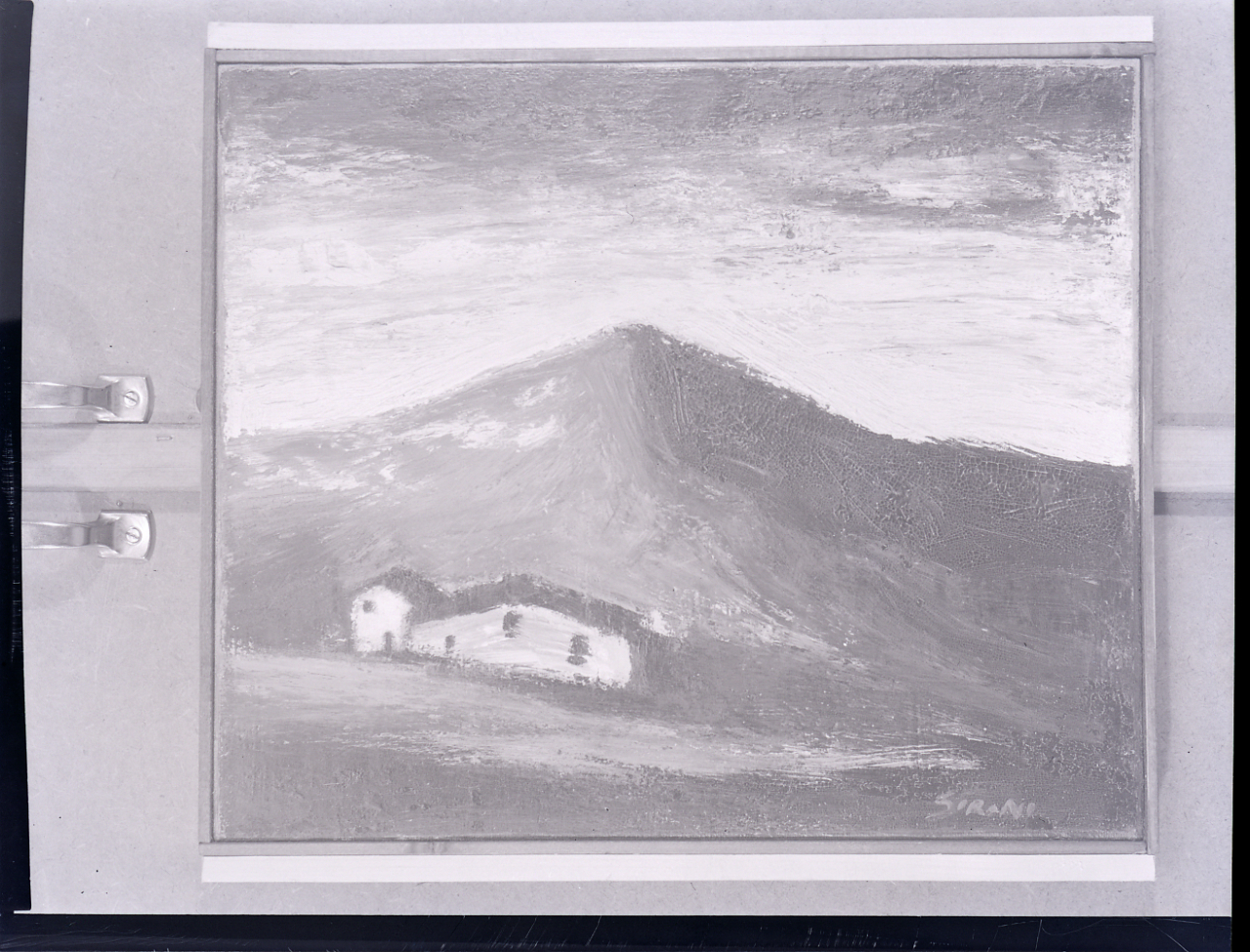
Painting by Sironi photographed by Paolo Monti

Mario Sironi (Sàsser, 12 de maig de 1885, - Milà, 13 d'agost de 1961) va ser un pintor italià.

## Biografia
Mario Sironi va néixer a Sassari, i de jove, la seva família s'estableix a Roma. Aviat abandona els seus estudis d'enginyer i comença a freqüentar l'acadèmia de belles arts i l'estudi de Giacomo Balla, fent amistat també amb Gino Severini i Umberto Boccioni. La seva investigació personal s'inspira del puntillisme. En 1914, s'estableix a Milà i s'acosta als futuristes amb qui comparteix| l'experiència dels voluntaris ciclistes al costat de Filippo Tommaso Marinetti i Antonio Sant'Elia durant la Primera guerra mundial. D'aquest període data Il camion ((1914), col·lecció privada, Milà) i Il ciclista (1916, col·lecció privada).
De tornada a Itàlia, col·labora com a il·lustrador a Il Popolo d'Italia de Benito Mussolini, i coneix Margherita Sarfatti, també col·laboradora de la revista.
Al començament dels anys vint, la seva pintura deixa el futurisme i en el seu estil apareixen les formes més monumentals (Paesaggio urbano  de 1921), tendint a la pintura metafísica, de la qual dona una interpretació personal en les cèlebres "perifèries".
El 1920, Sironi realitza amb Leonardo Dudreville, Achille Funi i Luigi Russolo el manifest "contra totes les tornades en pintura" que és contrari a les tesis del grup denominat Novecento. Tanmateix, el 1922, participa en aquest grup i el seu llenguatge figuratiu, i en conseqüència, s'avé a les regles que Margherita Sarfatti ha redactat en una mena de programa contenint les normes precises a les quals els membres s'han d'avenir. L'Allieva pertany a aquest període, és un retrat realitzat el 1924, el retorn al model clàssic és evident en la col·locació al tres quart i en les dimensions monumentals de la dona, que recorden pintures del segle XV i xvi. Al contrari de la major part dels artistes del novecento, per a ell l'estilització no serà mai un estereotip i fins al final, sap trobar noves formes expressives.
Al començament dels anys trenta, els interessos artístics de Sironi es multipliquen, anant del grafisme a l'escenografia, de l'arquitectura a la pintura mural (Il Lavoro, 1933, per a la cinquena triennal de Milà). La seva activitat sembla més orientada cap a la realització d'obra monumental i per celebrar el règim feixista, qui s'alimenta de la recuperació de la tradició de l'art italià; (L'Italia fra le Arti e le Scienze, 1935, universitat de Roma).
El 1932 és l'artista més utilitzat per a la realització de l'exposició de la revolució feixista que té lloc al palau de l'exposició a Roma.
Després de la guerra, la pintura de Sironi es fa obaga i dramàtica, abandonant el caràcter monumental i de gran eloqüència dels últims anys a favor d'un espai més reduït degut sobretot a la utilització de teles de petites dimensions (La città , 1946, Galleria Narciso, Torí).
El 1949-1950, Sironi treballa en el projecte de la col·lecció Verzocchi, sobre el tema del treball, creant a més d'un autoretrat l'obra "Il lavoro". La col·lecció Verzocchi és actualment conservada a la pinacoteca de Forlì.

## Obres
- Il ciclista (1916-17) (repintada el 1920)
- Il camion (1914-15)
- Il camion giallo (1919)
- L'allieva
- Paesaggio urbano (1927)
- Il lavoro (1949-50)

## Galeria

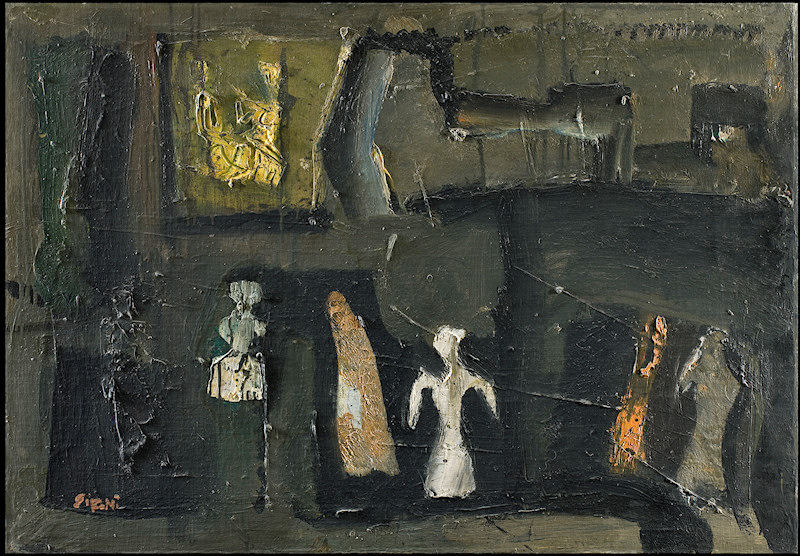